# Attacco Lopez
L'attacco Lopez è un'apertura scacchistica, generata dalle mosse:
1. e4 e5
2. c3

Questa apertura, che prende il nome dal suo inventore spagnolo, è considerata dubbia in quanto la scelta di spingere in c3 (per sostenere la futura d2-d4) se è vero che apre una diagonale per la donna, sottrae allo stesso modo la casa c3 al naturale sviluppo del cavallo.
Il seguito più comune è 2…d5, infatti, dopo il cambio dei pedoni centrali con 3.exd5 Dxd5, la donna nera al centro non può essere attaccata dal cavallo bianco. Pertanto questa mossa rallenta lo sviluppo delle figure leggere bianche, portando così alla valutazione negativa della teoria degli scacchi.